# Monte das Gameleiras
Monte das Gameleiras est une municipalité brésilienne située dans l'État du Rio Grande do Norte.